# Dahlem (Lüneburgi járás)
Dahlem település Németországban, azon belül Alsó-Szászország tartományban. Lakosainak száma 643 fő (2023. december 31.). Dahlem Tosterglope és Bleckede községekkel határos.

## Népesség
A település népességének változása:
| Lakosok száma | 598  | 616  | 628  | 645  | 645  | 643  |
|               | 2016 | 2017 | 2019 | 2021 | 2022 | 2023 |